# Tanjung Senjulang
Tanjung Senjulang is een bestuurslaag in het regentschap Tanjung Jabung Barat van de provincie Jambi, Indonesië. Tanjung Senjulang telt 1337 inwoners (volkstelling 2010).